# Nipponodipogon
Nipponodipogon (лат.) — род дорожных ос (Pompilidae). Клепопаразиты других видов ос.

## Распространение
Восточная Палеарктика: Китай, Россия (Дальний Восток), Япония.

## Описание
Дорожные осы мелких и средних размеров (длина тела менее 1 см). От близких родов отличаются следующими признаками: усики короткие, толстые и утолщенные к середине жгутика, а сегменты жгутика F2 — F10 несколько уплощены на антеровентральной стороне. Надантеннальная область лба впереди переходит в лобный выступ, нависающий над местами прикрепления усиков. Апикальный край верхней губы не вырезан или слегка вырезан медиально. Метаплевры сильно выпуклые выше уровня боковой грани переднеспинки и метаплевр. Метапостнотум узкий и практически линейный, глубоко погружен между заднеспинкой и проподеумом. Поперечная жилка cu-a заднего крыла короткая и почти прямая, образует тупой угол с жилкой 1A. Мандибулы самцов с одним субапикальным внутренним зубцом. Тело пунктированное. Клепопаразиты других видов ос. По данным Shimizu et al. (2012) характерен выводковый паразитизм N. nagasei и N. iwatai, которые паразитируют на личинках дорожных ос рода Deuteragenia Šustera, 1912 (триба Deuterageniini), а N. iwatai также паразитируют на выводках ос рода Auplopus Spinola, 1841 (триба Auplopodini). Они также обнаружили, что самка N. nagasei обычно откладывает до пяти яиц на одном пауке-хозяине, все из которых развиваются во взрослых ос без личиночного каннибализма; вместо этого все ранее изученные паукообразные осы откладывают только одно яйцо на паука-хозяина.

## Классификация
Около 10 видов. Включён в состав трибы Deuterageniini подсемейства Pepsinae. Исикава (1965) создал этот таксон как подрод рода Dipogon  Fox, 1897 на основе трех видов из Японии: Dipogon (Nipponodipogon) iwatai (Хонсю), D. (N.) nagasei (Хонсю и Кюсю) и D. (N.) mandibularis (Хонсю), первый из которых является типовым видом. Позже Исикава (1968) описал один вид D. (N.) hayachinensis Ishikawa из Японии, а Лелей (1986) описал два вида: D. (N.) rossicus Lelej и D. (N.) kurilensis  Lelej из России (Дальний Восток). При филогенетическом анализе трибы Deuterageniini (Lelej, Loktionov 2012) таксон Nipponodipogon, а также другие подроды рода Dipogon были выделены в отдельные роды. Shimizu et al. (2015) ревизовали род Nipponodipogon и описали N. sudai Shimizu из Японии.
- Nipponodipogon hayachinensis  Ishikawa, 1968 (Япония, Хонсю)
- Nipponodipogon iwatai Ishikawa, 1965 typus (Япония, Хоккайдо и Кюсю)
- Nipponodipogon kurilensis Lelej, 1986 (Россия, Дальний Восток)
- Nipponodipogon mandibularis  Ishikawa, 1965 (Япония, Хонсю)
- Nipponodipogon nagasei  Ishikawa, 1965 (Япония, Хонсю и Кюсю) typus
- Nipponodipogon orientalis Loktionov, Lelej & Xu, 2017 (Китай, Guangdong, Hainan, Yunnan)
- Nipponodipogon rossicus Lelej, 1986 (Россия, Дальний Восток)
- Nipponodipogon shimizui Loktionov, Lelej & Xu, 2017 (Китай, Guangdong, Yunnan)
- Nipponodipogon sudai  Shimizu, 2015 (Япония, Хоккайдо и Кюсю)